# Malania oleifera
Espèce
Statut de conservation UICN

 VU B1+2c : Vulnérable
Malania oleifera est une espèce de plantes de la famille des Olacaceae.

## Publication originale
- Bulletin of Botanical Laboratory of North-Eastern Forestry Institute 6: 67–68, f. 1, 2. 1980.